# Usamaru Furuya
Furuya Usamaru  (古屋 兎丸?, Furuya Usamaru ) (Tokyo, 25 gennaio 1968) è un fumettista giapponese.

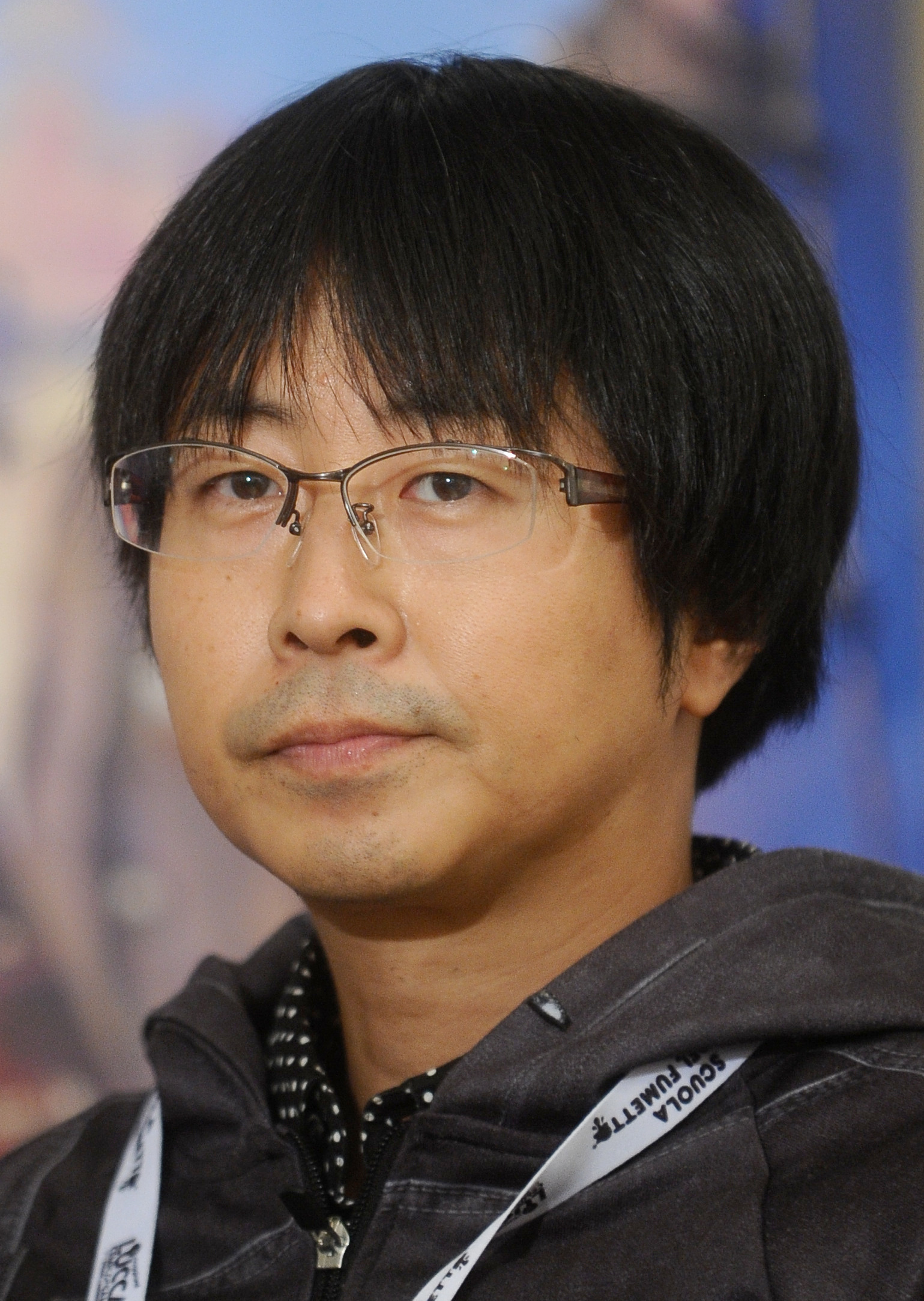
Usamaru Furuya a Lucca Comics & Games 2015

Furuya si laurea all' Università di belle arti Tama (多摩美術大学,?, Tama bijutsu daigaku) specializzandosi in pittura ad olio e interessandosi alla scultura e alla danza Butoh.
Debutta nel 1994 con Palepoli sulla rivista mensile Garo.
Nel 2002 cura testi e disegni dell'adattamento a fumetti del film Suicide Club di Sion Sono, nel 2007 pubblica Kanojo wo Mamoru 51 no Hōhō (彼女を守る51の方法?) edito in Francia da Panini Comics come Tokyo Magnitude 8, titolo di una serie anime dall'argomento analogo ma senza molti altri punti in comune col manga di Furuya, ed in Italia da Ronin Manga col titolo di 51 Modi per Salvarla.
Nel 2023 e nel 2024 è ospite per Coconino Press a Lucca Comics and Games. Nel 2025 uscirà un'opera edita Coconino. 

## Opere
I titoli sono qui indicati in prima edizione in formato tankōbon. Le edizioni italiane (pubblicate da Star Comics, Planet Manga, Coconino Press, RW Edizioni) possono presentare delle variazioni nel numero complessivo di volumi.
| Titolo                                                                                       | Data di pubblicazione | Volumi |
| -------------------------------------------------------------------------------------------- | --------------------- | ------ |
| Palepoli (パレポリ?)                                                                         | 1994–1995             | 1      |
| Short Cuts (ショートカッツ?)                                                                 | 1996–1999             | 2      |
| Wsamarus 2001                                                                                | 1998–1999             | 1      |
| Garden                                                                                       | 2000                  | 1      |
| Plastic Girl                                                                                 | 2000                  | 1      |
| La musica di Marie (Marieの奏でる音楽, Marie no kanaderu ongaku)                             | 2000–2001             | 2      |
| Suicide Club (自殺サークル, Jisatsu Sākuru)                                                  | 2002                  | 1      |
| π (パイ?)                                                                                    | 2002–2005             | 9      |
| Donki kōrin (鈍器降臨?)                                                                      | 2004                  | 1      |
| Happiness (ハピネス?)                                                                        | 2006                  | 1      |
| Hikari Club - Il club della luce (ライチ☆光クラブ, Litchi☆Hikari Club)                       | 2005–2006             | 1      |
| Dove vivono i ragazzi (少年少女漂流記, Shōnen Shōjo Hyōryōki?)                               | 2006                  | 1      |
| 51 modi per salvarla (彼女を守る51の方法, Kanojo wo Mamoru 51 no Hōhō)                       | 2006–2007             | 5      |
| La Crociata degli Innocenti (インノサン少年十字軍, Innosan Shōnen Jūjigun?)                  | 2008–2011             | 3      |
| Genkaku Picasso (幻覚ピカソ?)                                                                | 2008–2010             | 3      |
| POP-kun (POPくん?)                                                                           | 2008–2012             | 1      |
| Lo squalificato (人間失格, Ningen Shikkaku)                                                  | 2009–2011             | 3      |
| Teiichi High School (帝一の國, Teiichi no Kuni ?)                                            | 2010–2016             | 14     |
| Bokura no☆Hikari Club (ぼくらの☆ひかりクラブ)                                                | 2011–2012             | 2      |
| Autoassassinophilia (女子高生に殺されたい, Joshikōsei ni Korosaretai?)                       | 2013–2016             | 2      |
| Shōnen-tachi no Iru Tokoro (少年たちのいるところ?)                                           | 2016–2017             | 1      |
| Amane†Gymnasium (アマネ†ギムナジウム?)                                                       | 2017–2020             | 7      |
| Akihito Tennō Monogatari (明仁天皇物語)                                                      | 2019                  | 1      |
| Lunatic Circus (ルナティックサーカス?)                                                       | 2020–in corso         | 3      |
| Tosho Lin Kai (図書委員界?)                                                                  | 2021–2022             | 1      |
| Sodoma, 1985 (古屋兎丸短篇集 1985年のソドム, Furuya Usamaru Tanpen-shū: 1985-nen no Sodomu?) | 2023                  | 1      |
| Shinjū. Una storia d'amore                                                                   | 2025                  | 1      |